# اقتصاد آنلاین
اقتصاد آنلاین خبرگزاری اقتصادی در ایران است که به بررسی اخبار و ارائه تحلیل در حوزه مسائل اقتصادی می‌پردازد اقتصادآنلاین به گفته خود، تنها رسانه اقتصادی دو زبانه ایران است که به انگلیسی نیز فعالیت می‌کند. در این پایگاه خبری تحلیلی بخش‌هایی نظیر اعلام قیمت لحظه‌ای ارز، طلا و سکه، آخرین قیمت‌های روز بازار و معرفی اقتصاددانان وجود دارد.
فرهنگستان زبان و ادب فارسی در پنجمین دوره درست‌نویسی، در میان سایت‌های خبری رتبه دوم را به اقتصادآنلاین داد.

## جایگاه
طبق اعلام وزارت فرهنگ و ارشاد اسلامی در سال ۱۳۹۶، اقتصاد آنلاین در بین بیش از ۲۰۰ پایگاه خبری با ارتقا رتبه نسبت به سال ۱۳۹۵،(رتبه ۲۸) رتبه ششم را کسب کرده‌است. برخی منابع خبری و خبرگزاریها نیز برای اخبار و تحلیلهای این خبرگزاری صفحهٔ ویژه دارند یا به آن استناد می‌کنند.
این وبگاه خبری زیر نظر مستقیم هیئت عالی نظارت بر مطبوعات قرار دارد. مخاطبان اقتصاد آنلاین صاحبان کسب و کار، مدیران، روسای شرکت‌ها و فعالان اقتصادی هستند که می‌خواهند یک روز زودتر از اخبار مطلع شوند و در نتیجه به روزنامه‌ها اکتفا نمی‌کنند.

## عوامل
مریم کاظمی صاحب امتیاز و مدیر مسئول اقتصاد آنلاین و فرناز حبیبیان سردبیر آن هستند.

## اقتصاددانان
از سال ۱۳۹۲، اقتصاد آنلاین نظرات بسیاری از اقتصاددانان برجسته ایرانی و غیرایرانی ساکن در داخل و خارج از کشور را گردآوری کرده و تحلیل‌ها و یادداشت‌های آنان را به‌طور گسترده پوشش می‌دهد که از جمله آنها می‌توان به هادی صالحی اصفهانی، جواد صالحی اصفهانی، علی طیب نیا، مسعود نیلی، محمدهاشم پسران، محمد طبیبیان، فرشاد مؤمنی، محسن رنانی، علی مدنی زاده، عبدالناصر همتی و … بسیاری دیگر است.

## جهت‌گیری سیاسی
عصرایران در گزارشی مدعی شد این وبگاه به دلیل آنکه فاقد جهت‌گیری سیاسی است مورد توجه احزاب قرار نگرفته‌است

## شاخه ارزی اقتصاد آنلاین
این خبرگزاری بتازگی اقدام به راه اندازی شاخه تخصصی خود در حوزه ارزی به خصوص رمزارزها به نام نبض ارز نموده تا پاسخگوی نیازهای معامله گران حرفه ای در این حوزه باشد.